# Varakļāni
Varakļāni ( výslovnost) je město v Lotyšsku a správní centrum stejnojmenného kraje. V roce 2010 zde žilo 2106 obyvatel.